# Sobiebor (imię)
Sobiebor – staropolskie imię męskie, złożone z członów Sobie- i -bor ("walczyć, zmagać się"). Może oznaczać "ten, kto walczy o siebie".
Sobiebor imieniny obchodzi 9 września.